# Estación de Holland Park
Holland Park es una estación del metro de Londres situada en Holland Park Avenue, en el borough de Kensington y Chelsea. Se encuentra entre las estaciones de Shepherd's Bush y Notting Hill Gate, de la Central Line.